# Liliochvostec nádherný
Liliochvostec nádherný (Eremurus spectabilis) je hlíznatá rostlina se stvolem přes metr vysokým, na kterém ve spirále vyrůstá několik stovek květů. Je to druh rodu liliochvostec, který je v České republice pěstován jako solitérní zahradní okrasná rostlina.

## Rozšíření
Rostlina je původní druh na Ukrajině, Krymu, v oblasti Kavkazu, v Turecku, Izraeli, Jordánsku, Libanonu, Sýrii, Iráku Íránu a Turkmenistánu. Roste tam ve stepích a na travnatých kamenitých svazích do nadmořské výšky až 2700 m. V minulosti se v tamní přírodě vyskytovaly v nemalém množství, mladé rašící rostliny byly prodávány na tržištích a po uvaření se konzumovány jako jarní zelenina. Usušené a rozemnuté dužnaté kořeny starých rostlin se zase používaly jako spolehlivé přírodní lepidlo.
Postupně se liliochvostce nádherné koncem 19. a počátkem 20. století dostaly do širšího povědomí v Evropě i na jiných kontinentech a začaly se na mnoha místech uměle pěstovat a vysazovat. V některých domovských zemích se rostlinám dostalo i zákonné ochrany.

## Ekologie
Liliochvostec nádherný preferuje hlinito-písčité půdy, které jsou dostatečně bohaté na humus i minerály a mají hodnotu blízkou pH 7. Důležitou podmínkou je, aby stanoviště bylo na plném slunci a bylo dostatečně odvodněno. I když během růstu potřebují dostatek vláhy, po odkvětu již žádají sucho, nadměrné vlhko během zimního období způsobuje zahnívání kořenů. Nepříznivé období sucha rostlina spolehlivě přečkává pomocí hlízy, která je zdrojem zásobních látek.
Po odkvětu koncem srpna nadzemní část rostliny uschne. Hlíza již tehdy začíná zakládat v podzemí nový pupen, který po přečkání zimy brzy raší; případné mrazíky přicházející po nástupu jarního počasí mohou způsobit jeho poškození. Starší hlízy za příznivých podmínek vytvoří i více pupenů a pak mají více lodyh.

## Popis
Dlouhověká rostlina je při kvetení vysoká 70 až 150 cm, ojediněle i 200 cm. Lodyha i přízemní listy rostou z pupenu na hlíze, která má hvězdicovitě vyrůstající tlusté, tmavě hnědé a za vlhka lepkavé kořeny. Lysé kopinaté až řemenovité listy, rostoucí v počtu 8 až 20, bývají dlouhé až 60 cm a široké 5 cm. Lodyha je přímá, nevětvená, lysá a má mírně modrý nádech.
V horní části lodyhy je bohaté hroznovité květenství dosahující délky od 15 do 70 cm, které obsahuje stovky asi 2 cm velkých, oboupohlavných květů. Kopinaté listeny jsou obvykle kratší než 2 cm dlouhé, šikmo vzhůru směřující květní stopky. Nálevkovité okvětí má šest plátků asi 12 mm dlouhých, které jsou bílé až zelenožluté a mají po vnější straně purpurové nebo zelenavé žilky. Šest dlouhých tyčinek nesoucí oranžově červené prašníky ční z okvětí. Květy nakvétají postupně od spodu, ve středoevropských podmínkách kvetou v květnu a červnu. Opylovány jsou nejčastěji včelami, které ve květech nacházejí mnoho pylu. Plody jsou tobolky velké asi 8 mm.

## Rozmnožování
Liliochvostec nádherný se v přirozených podmínkách rozmnožuje rozrůstáním hlíz a také semeny. Při pěstování jako okrasná rostlina je množen ve specializovaných zahradnictvích často dělením starších, rozrostlých hlíz. Rozdělování hlíz je spojeno s rizikem zahnívání, které se objevuje po každém poškození křehkých kořenů, rostliny všeobecně špatně snášejí přesazování. Nejjednodušeji se množí semeny, kterých rostlina produkuje velké množství, mají ovšem nestejnou dobu dormance. Při teplotě 15 °C klíčí v rozmezí jednoho až dvanácti měsíců. Dvouleté semenáče se na jaře sadí na trvalá stanoviště, kde obvykle vykvetou do čtyř roků.

## Význam
Tento druh se stejně jako další z jeho rodu pěstuje v mnoha oblastech jako dominantní prvek vhodný ke kombinaci s dalšími trvalkovými nebo smíšenými květinovými záhony. Protože je poměrně oblíbený, je stále šlechtěn na nové, vzhlednější a trvanlivější kultivary.